# Didymos der Musiker
Didymos der Musiker war ein griechischer Musiktheoretiker des ersten vorchristlichen Jahrhunderts.
Seine musiktheoretischen Arbeiten sind nur indirekt durch Porphyrios und Ptolemaios überliefert. Darunter sind seine Tetrachorde in Saitenlängen, aus denen sich die Intervall-Proportionen wie folgt berechnen lassen:
| diatonisches Tetrachord:   | (16:15)(10:9)(9:8)  |
| chromatisches Tetrachord:  | (16:15)(25:24)(6:5) |
| enharmonisches Tetrachord: | (32:31)(31:30)(5:4) |

Er benützte also wie schon Archytas von Tarent die reine große Terz, verwendete sie aber als erster in der Diatonik als Summe aus dem großen und kleinen Ganzton, denn proportional gilt (10:9)×(9:8) = 5:4. Die Differenz der beiden Ganztöne ist das sogenannte syntonische Komma, das gelegentlich auch als didymisches Komma bezeichnet wird, obwohl Didymos nicht davon handelte.